# Duinbossen

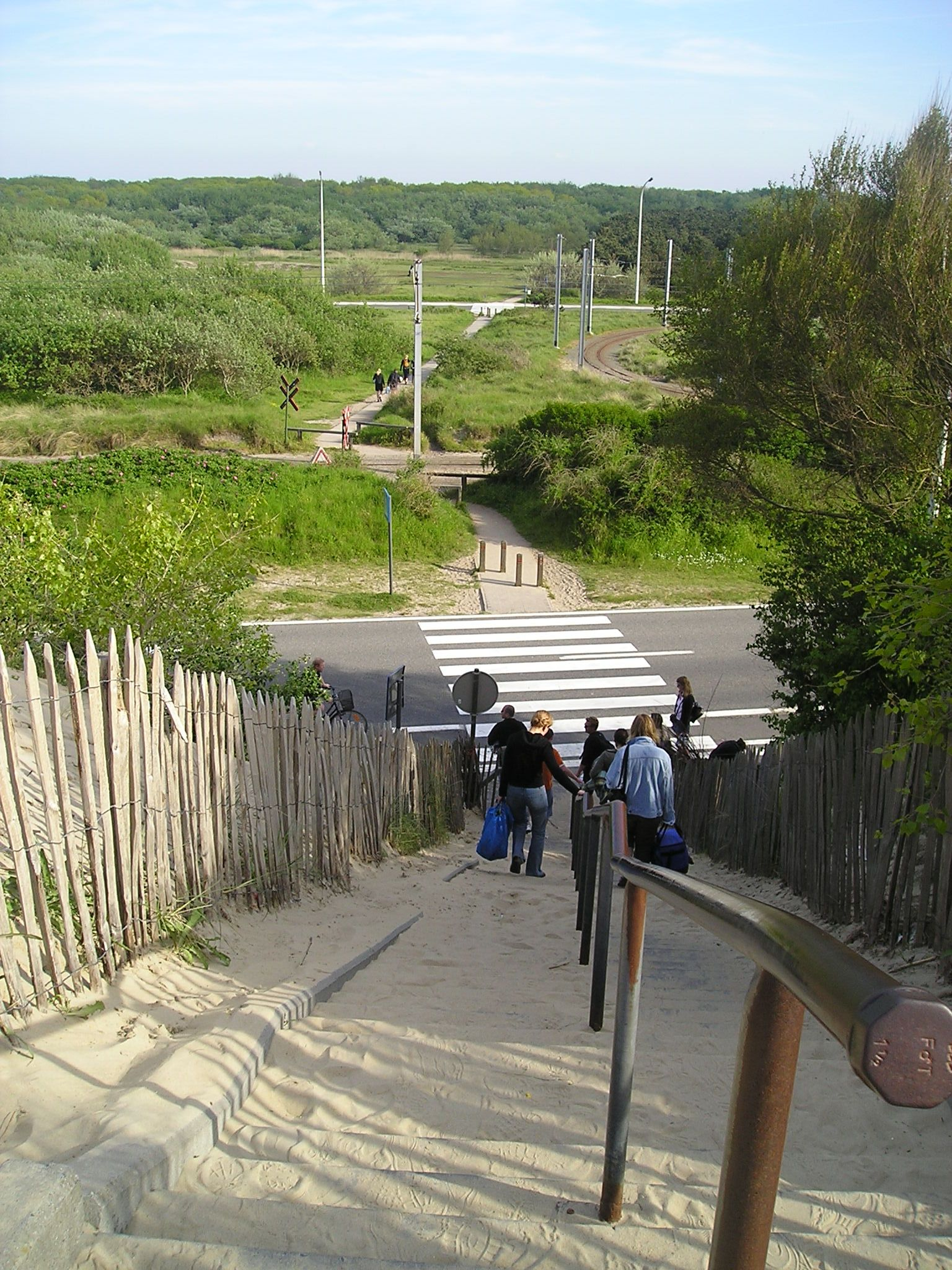
Duinbossen

De Duinbossen is een natuurgebied tussen de West-Vlaamse plaatsen De Haan en Wenduine.
Het gebied bestaat uit duinen en meet 152 ha. Hoewel het gebied niet toegankelijk is vanwege de kwetsbaarheid ervan, is er een netwerk van wandelpaden aangelegd, terwijl ook in speelplekken is voorzien. Het gebied wordt beheerd door het Agentschap voor Natuur en Bos (ANB). Het gebied is Europees beschermd als onderdeel van Natura 2000-habitatrichtlijngebied 'Duingebieden inclusief IJzermonding en Zwin' (BE2500001).
Het gebied bestaat uit jonge, dat wil zeggen na de 11e eeuw ontstane, duinen. Omstreeks 1800 begon men iepen te planten op de zuidrand van het gebied, om de achterliggende landbouwgronden tegen stuifzand te beschermen. Vanaf 1838 vonden meer grootschalige bosaanplantingen plaats, met grove den en hakhout. Door slecht beheer bleek dit geen succes. Vanaf 1880 begon men opnieuw met de aanplant van -vooral- loofhout. De Eerste Wereldoorlog en de droogte van 1921 deden dit ook mislukken. In 1922 kwam het gebied aan het Bestuur van Waters en Bossen, de voorloper van het ANB. Opnieuw werd bosaanplant uitgevoerd, aanvankelijk met zwarte den en later met diverse loofhoutsoorten. Er is veel duinstruweel in het gebied aanwezig.
In het gebied liggen twee bosreservaten, genaamd Duinbos Jan De Schuyter.